# Mindenmines (Misuri)
Mindenmines es una ciudad ubicada en el condado de Barton en el estado estadounidense de Misuri. En el Censo de 2010 tenía una población de 365 habitantes y una densidad poblacional de 37,15 personas por km².

## Geografía
Mindenmines se encuentra ubicada en las coordenadas 37°28′43″N 94°34′44″O / 37.47861, -94.57889. Según la Oficina del Censo de los Estados Unidos, Mindenmines tiene una superficie total de 9.82 km², de la cual 9.45 km² corresponden a tierra firme y (3.85%) 0.38 km² es agua.

## Demografía
Según el censo de 2010, había 365 personas residiendo en Mindenmines. La densidad de población era de 37,15 hab./km². De los 365 habitantes, Mindenmines estaba compuesto por el 86.3% blancos, el 0% eran afroamericanos, el 6.58% eran amerindios, el 0.27% eran asiáticos, el 0% eran isleños del Pacífico, el 0.82% eran de otras razas y el 6.03% pertenecían a dos o más razas. Del total de la población el 0.82% eran hispanos o latinos de cualquier raza.